# Follingbo församling
Follingbo församling är en församling i Romaklosters pastorat i Medeltredingens kontrakt i Visby stift i Svenska kyrkan. Församlingen ligger i Gotlands kommun i Gotlands län.

## Administrativ historik
Församlingen har medeltida ursprung. Församlingen var till den 1 maj 1920 moderförsamling i pastoratet Follingbo och Akebäck. Från den 1 maj 1920 var den annexförsamling i pastoratet Roma, Björke, Follingbo och Akebäck, som 1962 utökades med Barlingbo, Endre och Hejdeby församlingar. Från 2016 ingår församlingen i Romaklosters pastorat. 

## Kyrkor
- Follingbo kyrka